# Nhóm lũy linh
Nhóm lũy linh cùng với nhóm giải được là các cấu trúc cơ bản của đại số trừu tượng.

## Định nghĩa

### Chuỗi tâm trên
Tồn tại một nhóm {\displaystyle G} là lũy linh nếu nó có các chuỗi tâm trên ổn định sau khi hữu hạn toàn bộ nhóm (tức là tồn tại một số tự nhiên {\displaystyle c} sao cho {\displaystyle Z_{c}(G)=G}. Sau đây chúng ta định nghĩa {\displaystyle Z_{i}(G)} bằng phương pháp quy nạp:
Tâm {\displaystyle Z_{i}(G)} là tạo ảnh của tâm {\displaystyle Z(G/Z_{i-1}(G))} dưới các ánh xạ thương từ {\displaystyle G} đến {\displaystyle G/Z_{i-1}(G)} và {\displaystyle Z_{0}(G)} là nhóm con chuẩn tắc của {\displaystyle G}.

### Chuỗi tâm dưới
{\displaystyle G} là lũy linh nếu tồn tại một số tự nhiên {\displaystyle c} sao cho {\displaystyle [[[..[G,G],G],G],...G]} là chuẩn tắc với {\displaystyle G} được nhắc lại {\displaystyle c+1} lần. {\displaystyle [,]} là giao hoán tử của các tập con của {\displaystyle G}.

### Chuỗi tâm
{\displaystyle G} là lũy linh nếu tồn tại số tự nhiên {\displaystyle c} và một dãy con hữu hạn:
{\displaystyle G=H_{1}\geq H_{2}\geq ...\geq H_{c+1}=\left\{e\right\}} và mỗi {\displaystyle H_{i}} là nhóm con chuẩn tắc của {\displaystyle G} và {\displaystyle H_{i}/H_{i+1}} là tâm của {\displaystyle G/H_{i+1}}.

### Nhóm con chéo bình thường của tích Descartes của nhóm (tạm dịch)
Tập {\displaystyle \left\{(g,g):g\in G\right\}} là nhóm con của tích Descartes {\displaystyle G\times G} với mọi {\displaystyle c\in \mathbb {N} }.

### Tích giao hoán tử chuẩn-trái chuẩn tắc (tạm dịch)
Tồn tại độ dài subnormal (không dịch được) {\displaystyle c\in \mathbb {N} } sao cho {\displaystyle [[...[[x_{1},x_{2}],x_{3}],...],x_{c+1}]} nhận giá trị của phần tử đơn vị với mọi {\displaystyle x_{i}\in G}.

### Tích giao hoán tử chuẩn-"bất kỳ hướng" chuẩn tắc (tạm dịch)
Tồn tại số {\displaystyle c} như trên sao cho mọi tích giao hoán tử bao gồm {\displaystyle c} tích giao hoán tử.
Trong trường hợp {\displaystyle c=3}, biểu thức
{\displaystyle [[x_{1},x_{2}],[x_{3},x_{4}]],[[[x_{1},x_{2}],x_{3}],x_{4}]],[x_{1},[x_{2},[x_{3},x_{4}]]]},
{\displaystyle [[x_{1},[x_{2},x_{3}]],x_{4}],[x_{1},[[x_{2},x_{3}],x_{4}]} đều nhận giá trị của phần tử đơn vị.

### Tích giao hoán tử chuẩn-trái chuẩn tắc tổng quát
Giống tích giao hoán tử chuẩn-trái chuẩn tắc nhưng tổng quát hơn.

## Ví dụ
- Nhóm chuẩn tắc là lũy linh trên lớp lũy linh cấp {\displaystyle 0}.
- Mọi nhóm Abel là lũy linh trên lớp lũy linh cấp {\displaystyle 1}.
- Nhóm D8 là lũy linh nhưng không Abel.
- Nhóm quaternion lũy linh nhưng không Abel.

## Tính chất
- Giả tốt.
- Nếu {\displaystyle G} lũy linh, nhóm con {\displaystyle H} cũng lũy linh.
- Nếu {\displaystyle G} lũy linh và có nhóm con bình thường {\displaystyle H} thì nhóm thương {\displaystyle G/H} cũng lũy linh.
- Nếu {\displaystyle G_{i},i=1,2,...,n} lũy linh, tích Descartes {\displaystyle \Pi _{i=1}^{n}G_{i}} cũng lũy linh.
- Nếu {\displaystyle G} lũy linh và tồn tại các nhóm con bình thường {\displaystyle N_{1},N_{2},...,N_{n}} thì tích trong của chúng cũng lũy linh.
- Nếu {\displaystyle G_{1},G_{2}} là nhóm isoclinic và {\displaystyle G_{1}} lũy linh, nhóm {\displaystyle G_{2}} cũng lũy linh.